# Proeme rufoscapus
Proeme rufoscapus là một loài bọ cánh cứng trong họ Cerambycidae.